# Sin hogar ni lugar
Sans feu ni lieu es una novela policíaca de Fred Vargas, publicada en 1997 por Éditions Viviane Hamy. Es publicada en español bajo el título Sin hogar ni lugar en 2007 por Ediciones Siruela.

## Resumen
El personaje principal de la historia es Louis Kehlweiler, un exinvestigador policial, quien fue despedido de su trabajo. La historia tiene lugar en París y Nevers. Un día Louis supo por el periódico que una mujer joven fue asesinada en París y que la policía rastrea al asesino. Más tarde, otra mujer joven fue asesinada y luego una tercera. Desde el principio, la policía rastrea a un sospechoso, un acordeonista muy tonto llamado Clément, desde que se lo vio cada vez en la escena del crimen.
Al principio, Louis no está interesado en involucrarse en este asunto, ya que tiene otras cosas que hacer, a saber, traducir una biografía sobre Bismarck del alemán al francés. Sin embargo, acaba por tratar de encontrar al culpable. Después de haber hablado con Marthe, una ex prostituta que cuidaba de Clement cuando era pequeño, se convenció de la inocencia de Clément. Él decide protegerlo y encontrar al verdadero culpable. Durante su investigación, recibe ayuda de sus amigos, los "Tres evangelistas", los historiadores Matthias, Lucien y Marc, el cual es su principal ayuda. Louis realiza su investigación hablando con varias personas (la policía, sus amigos y sospechosos) para obtener y evaluar pistas a menudo ambiguas.